# Росси, Франческо (футболист, 1991)
Франче́ско Ро́сси (итал. Francesco Rossi; 27 апреля 1991, Мерате) — итальянский футболист, вратарь клуба «Аталанта».

## Карьера
Воспитанник клуба «Аталанта». В июне 2009 года был переведён в первую команду, где стал третьим вратарем, но так и не сыграл ни одного матча. С 2011 года стал играть на правах аренды в ряде итальянских клубов низших лиг.
В январе 2017 вернулся в «Аталанту», где стал запасным вратарём. Дебютировал за «Аталанту» 20 мая 2018 года в Серии А против «Кальяри», заменив Пьерлуиджи Голлини на 83-й минуте.

## Международная карьера
Росси имеет опыт выступления за сборную Италии до 20 лет. Дебютировал в товарищеском матче 3 марта 2010 года против сборной Австрии до 20 лет.